# Alfonso De Franciscis
Alfonso De Franciscis, né le 7 novembre 1915 à Naples et mort le 18 février 1989 dans la même ville est un archéologue et un professeur d'université italien.
Enseignant dans plusieurs universités de Campanie et de Sicile, il conduit des chantiers de fouilles dans ces deux régions ; il dirige notamment les fouilles sur le site de Pompéi.

## Biographie
Alfonso De Franciscis naît le 7 novembre 1915 à Naples. Étudiant à l'université de Naples - Frédéric-II, il y rencontre Mario Napoli qui deviendra son beau-frère. En 1937, il soutient une thèse sur la portraiture romaine dans les collections du musée archéologique national de Naples.
Il réalise ses premières fouilles archéologique en Albanie en 1938 sur le site archéologique de Butrint où il doit aussi créer un musée archéologique. Il fréquente, en 1939-1940, la scuola archeologica italiana di Atene.
En 1950, il enseigne l'archéologie à l'université de Salerne en même temps qu'il est inspecteur de la surintendance de Naples, dirigée par Amedeo Maiuri. Il quitte ces deux postes en 1954 pour prendre la tête de la surintendance de Reggio de Calabre ; il enseigne aussi l'archéologie et l'histoire de l'art ancien à l'université de Messine.
Il revient à Naples en 1961 où il succède à Maiuri à la tête de la surintendance jusqu'en 1976, date à laquelle il se consacre exclusivement à ses cours d'archéologie et d'histoire de l'art grec et romain à l'université de Naples. En 1987, malade, il est placé en disponibilité.
Alfonso De Franciscis meurt à Naples le 18 février 1989.
Il conduit de nombreux chantiers de fouilles en Campanie : Baïes, Capoue, Capri, Pompéi, Champs Phlégréens.

## Publications
Le portail Persée fournit une liste de cent publications d'Alfonso de Franciscis.
- Ritratti romani del Museo Nazionale di Napoli, dans "Memorie della Reale Accademia di archeologia, lettere ed arti", Società Reale di Napoli, N. 6, 1939
- Templum Dianae Tifatinae, dans "Archivio storico di Terra di Lavoro", I, 1956
- Fonti per la storia della sculpture dans Magna Grecia, La Rocca, La Calabre, 1959
- Il Museo nazionale di Reggio Calabria, Napoli, 1959
- Novità al Museo nazionale di Reggio Calabria, La Calabre, 1959
- Pompei, (I Tesori, N. 13), 1966
- Underwater discoveries around the Bay of Naples, dans "Archaeologie", XX, 1967, pp. 209–216
- Sculture connesse con la Scuola medica di Elea, dans "La Parola del Passato", XXV, 1970, pp. 267-284
- Pompeji, S. Kunstverlag, Interdipress, 1972
- Ercolano et Stabiae, Istituto Geografico De Agostini, 1974
- The National Archaeological Museum of Naples, Interdipress, 1974
- The Pompeian Wall Paintings in the Roman Villa of Oplontis, A. Bongers, 1975,  (ISBN 9783764702793)
- Pompeii & Herculaneum, Crescent Books, 1978
- The Buried Cities : Pompeii & Herculaneum, Orbis Books, 1978  (ISBN 9780856130922)
- Pompeii, Vision Publications, 1995
- Pompeii, Herculaneum , Vision, 1996
- Paintings and mosaics in Pompei, Herculanum, Stabia, Casa del Giornale, Naples

## Distinctions
- Ordre du Mérite de la République italienne (chevalier)[3].